# Massylii
De Massylii (Punisch: 𐤌𐤔𐤋𐤉𐤉𐤌, MŠLYYM) waren een Berberse  federatie in oostelijk Numidië (centraal en oostelijk Algerije), die werd gevormd door een samenvoeging van kleinere stammen in de 4e eeuw v.Chr. Ze werden geregeerd door een koning. Aan hun vaag gedefinieerde westelijke grens lagen de machtige Masaesyli. Ten oosten lag het grondgebied van het rijke en machtige Carthago. Hun relatie met Carthago leek op die van een protectoraat. Carthago behield haar dominantie over de Massylii door middel van behendig diplomatiek manoeuvreren, waarbij lokale stammen- en koninkrijksrivaliteiten tegen elkaar uitgespeeld werden. De belangrijkste steden van de Massylii waren Cirta, Tébessa en Thugga in het hedendaagse Algerije en Tunesië.

## Rol in de Tweede Punische Oorlog
In 218 v.Chr. brak er oorlog uit tussen de Carthagers en de Romeinen. De Massylii en de Masaesyli, die beiden over een sterke en bekwame cavalerie beschikten, waren bondgenoten van de Carthagers en bewezen waardevolle diensten voor hen in Iberië en Italië. 
In 206 v.Chr. liep een Massylische vorst genaamd Massinissa over naar de Romeinen. Toen de Romeinen en Massylii de Carthagers in 202 v.Chr. na de Slag bij Zama uiteindelijk versloegen, nam Massinissa het grondgebied van de Massylii en de Masaesyli over en vormde het tot één koninkrijk genaamd Numidië. Hij stichtte daarmee de eerste historische Berberstaat in Noord-Afrika die volledig door Berbers werd geregeerd en regeerde erover tot aan zijn dood in ongeveer 148 v.Chr.